# Epiphragma (Eupolyphragma) griseicapillum
Epiphragma (Eupolyphragma) griseicapillum is een tweevleugelige uit de familie steltmuggen (Limoniidae). De soort komt voor in het Oriëntaals gebied.